# Анрі Дірікс
Гендрік Пауль Дірікс (нід. Hendrik Paul "Henri" Diricx, 7 липня 1927, Дуффель — 4 липня 2018,  Жет) — бельгійський футболіст, що грав на позиції захисника за клуб «Юніон», а також національну збірну Бельгії.

## Клубна кар'єра
У футболі дебютував 1951 року виступами за команду «Юніон», кольори якої і захищав протягом усієї своєї кар'єри гравця, що тривала дев'ятнадцять років. 

## Виступи за збірну
1952 року дебютував в офіційних матчах у складі національної збірної Бельгії. Протягом кар'єри у національній команді, яка тривала 9 років, провів у її формі 29 матчів, забивши 1 гол.
Був присутній в заявці збірної на чемпіонаті світу 1954 року у Швейцарії, але на поле не виходив.
Помер 4 липня 2018 року на 91-му році життя у місті Жет.